# Liste de musiciens autochtones au Canada
Cette liste de musiciens autochtones au Canada comprend les musiciens, compositeurs, DJ et chanteurs issus de peuples autochtones vivant au Canada ou en provenance du Canada, ce qui comprend les Premières Nations, les Inuits et les Métis. Ils jouent divers styles de musique, notamment de la musique autochtone canadienne.

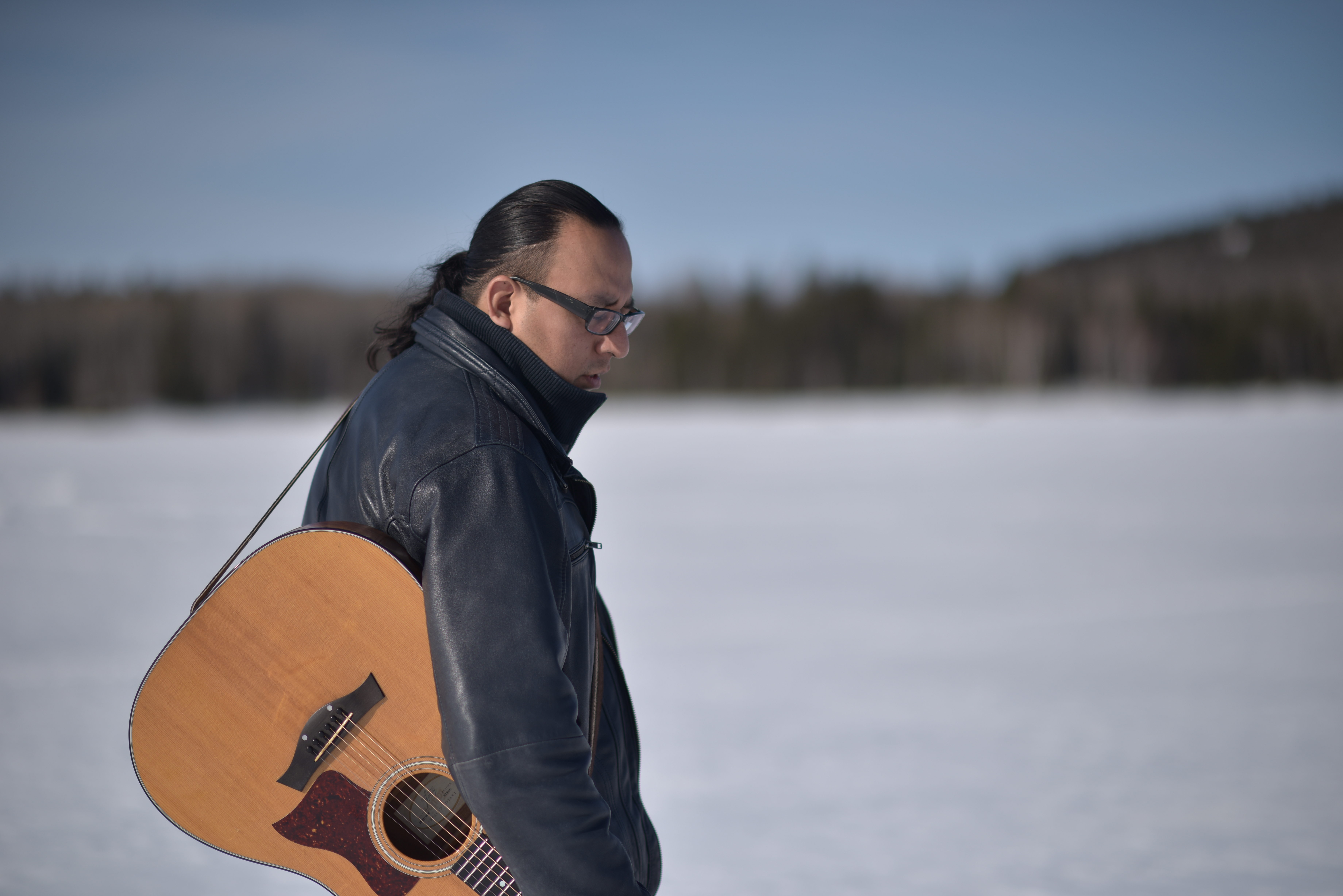
Le musicien atikamekw Sakay Ottawa

## Blues
- Blue Moon Marquee (Métis)
- Celeigh Cardinal (Métis)
- GR Gritt (Métis)
- Jani Lauzon (Métis)
- Quantum Tangle (Enchevêtrement quantique) (Inuit)
- Crystal Shawanda (Ojibwe Potawatomi)
- Murray Porter (Mohawk)
- Lyle Odjick (Algonquin)
- Dalannah Gail Bowen (Métis)
- The Trade-Offs (Les compromis) (Inuit)
- Northern Haze (Brume du Nord) (Inuit)
- Digging Roots (Anishinaabe)
- Norine Braun (Métisse)
- Billy Joe Green (Anishinaabe)
- Gary Farmer (Cayuga)
- Derek Miller (Six Nations)

## Classique
- Timothy Archambault (Première Nation Algonquine de Kichesipirini), compositeur et flûtiste du Connecticut[1]
- André Balfour
- John Kim Bell (Kahnawake Mohawk)[1], chef d'orchestre, pianiste, compositeur
- Ian Cusson
- Cris Derksen
- Jeremy Dutcher (Wolastoqiyik)
- Akina Shirt (Cree), choriste

## DJ
- DJ Shub ( Mohawk )

## Country et Folk
- Aasiva (Inuk), auteur-compositeur-interprète folk indépendant
- Donny L'Hirondelle

- Susan Aglukark, ᓲᓴᓐ ᐊᒡᓘᒃᑲᖅ, chanteuse folk, country et pop inuite
- Arlette Alcock (Métisse)
- Don Amero (Métis)
- Jean Arcand (Métis)
- Jason Burnstick (cri des plaines)
- Cardinal Celeigh (Métis)
- Vern Cheechoo (Cri)
- Andy de Jarlis (Métis)
- Beatrice Deer (Inuk)
- Willie Dunn (Mi'kmaq)
- Ferron (Métis)
- Nadia Gaudet (Métis)
- Becky Han (Inuk)
- Joshua Haulli (Inuk)
- Lawrence « Teddy Boy » Houle (Métis)
- Tom Jackson (Cree «One Arrow»)
- Les jerrycans (Inuit)
- Berk Jodoin (Métis)
- Simeonie Keenainak (Inuit)
- Jess Lee (Métis)
- Lawrence « Wapistan » Martin (Cri)
- Kyle McKearney (Métis)
- Charlie Panigoniak (Inuk)
- William Prince (Oji-Cri)
- Tumasi Quissa (Inuk)
- Amanda Rhéaume (Métis)
- Crystal Shawanda (Ojibwe Potawatomi)
- Morgan Toney (Mi'kmaq)
- Billy Thunderkloud et les Chieftones (Gitksan)
- Terry Uyarak (Inuit)
- Laura Vinson (Métis)

## Musique coutumière inuite
Incluant le chant guttural.
- Susan Aglukark, ᓲᓴᓐ ᐊᒡᓘᒃᑲᖅ, chanteuse folk Inuite, Country et pop
- Madeleine Allakariallak (Inuk)
- Susan Avingaq (Inuk)
- The Jerry Cans (Inuit)
- Ruben Komangapik (Inuk)
- Shina Novalinga (Inuk)
- Quantum Tangle (Inuit)
- Riit, ou Rita Claire Mike-Murphy (Inuk)
- Alacie Tullaugaq (Inuk)

## Jazz
- Andrea Menard (Métis)

## Opéra
- Joanna Burt (descendance métisse / Saugeen Ojibway )

## Pop et rock
- Anachnid (Oji-Cree, Mi'kmaq)
- Aysanabee (Oji-Cree)
- Beatrice Deer (Inuk)
- Digging Roots (Anishinaabe, Haudenosaunee)
- Elisapie (Inuk)
- Kelly Fraser (Inuk)
- Lucie Idlout (Inuk)
- iskwē (Métis)[2]
- The Jerry Cans (Inuit)
- Quantum Tangle (Inuit)
- Riit, also Rita Claire Mike-Murphy (Inuk)
- Robbie Robertson (Mohawk)
- Leanne Betasamosake Simpson (Mississauga Nishnaabeg)
- Sister Ray (Métis)
- Logan Staats (Mohawk)
- Leonard Sumner (Anishinaabe)
- Tanya Tagaq (Inuk)
- Julian Taylor (Mohawk)
- Willie Thrasher (Inuk)
- Twin Flames (Mohawk, Inuit, Métis, Algonquin, Cree)
- Veronica Johnny (Cree, Métis)
- Ruby Waters (Métis)
- Tom Wilson (Mohawk)
- Jayli Wolf (Saulteau)
- Terry Uyarak (Inuk)

## Musique de pow-wow
- Fawn Wood (Cri, Salish)
- Cri du Nord (cri des plaines)
- Black Bear Singers (Chanteurs à l'ours noir) (Atikamekw )
- Young Spirit (Jeune esprit) (Cree)

## Rap et hip-hop
- Boslen
- Digawolf (Déné, Tłı̨chǫ)
- JB the First Lady (JB la Première Dame) (Nuxalk, Onondaga)
- La nation Halluci (Mohawk)
- Hyper-T (Inuk)
- Wab Kinew (Anishinaabe)
- Samien (Algonquin)
- Chaise + Rise (Inuit)
- Rez Kids au nez morveux (Haisla)
- Kinnie Starr (Mohawk)
- Joey Stylez (Ojibwé)
- Violent Ground Naskapi